# Магас (цар Кирени)
Магас Киренський (дав.-гр. Μάγας ὁ Κυρηναῖος, бл. 320 до н. е. — 250 до н. е.) — цар Кирени у 276—250 роках до н. е.

## Життєпис
Походив зі знатної македонської родини. Син Філіппа, македонського військовика, та Береніки македонської аристократки, якій деякі джерела приписували походження від Лага, батька діадоха Птолемея. Про дату народження замало відомостей, ймовірно народився близько 320 року до н. е., або трохи раніше. 318 року до н.е за невідомих обставин помирає його батько. Його мати Береніка вийшла заміж за Птолемея I, царя Єгипту. Тому деякий час Магас виховувався при дворі останнього. Був жерцем бога Аполлона. У 300 році до н. е. поставлений єгипетським намісником (стратегом) Кирени замість Офалла. З 283 року до н. е., після смерті царя Птолемея I, Магас декілька разів намагався здобути незалежність Кирени, але марно.
Близько 276 року до н. е. скористався складностями Єгипту у війні з Селевкідами, оголосивши себе царем Кирени. Для протистояння загрозі з боку Єгипту уклав союз з державою Селевкідів , закріплений шлюбом з донькою царя Антіоха I. У 275 році до н. е. рушив на Єгипет, але походу завадило повстання лівійського племені мармарідів. Між 275 та 270 роами уклав союз з критськими полісами Гортина, Гіртакіни, Ліса, Тарри, Еліра, спрямовані проти Єгипту. Водночас з Криту Магас планував отримувати найманців та флот. У 274 році до н. е. вдалося укласти мирний договір з Птолемеєм II, царем Єгипту, який визнав царський титул Магаса. Проте загроза з боку Єгипту залишалася.
Разом з критянами діяв біля островів Кавдос і Крит, де в той час розташовувався єгипетський флот на чолі з навархом Патроклом, що брав участь в Хремонідовій війні у 267—261 роках до н. е. Після цього став налагоджувати стосунки з Птолемеєм II, заручивши власну доньку з сином останнього.
Запросив до свого двору аркадських філософів Екдема і Демофана. підтримував Киренську філософську школу. Між 253 та 250 роками до н. е. прийняв посольство від індійського царя Ашоки, яке також відвідало Сирію, Македонію та Єгипет. Помер у 250 році до н. е. Трон успадкувала дружина Апама II і донька Береніка II.

## Родина
Дружина — Апама II, донька Антіоха I, царя Держави Селевкідів
Діти:
- Береніка II, цариця Кирени і Єгипту